# Springhasen
Die Springhasen (Pedetes) sind eine Säugetiergattung und zugleich die einzige Gattung in der Familie Pedetidae. Sie kommen in zwei Arten im südlichen und östlichen Afrika vor.

## Merkmale
Die Springhasen sind vergleichsweise große Nagetiere mit Körpergrößen um 40 Zentimeter bei einem Gewicht von etwa 2,8 Kilogramm. Sie haben lange Hinterbeine mit langen Füßen von etwa 15 Zentimetern Länge, während die Vorderbeine nur sehr kurz sind. Der Schwanz erreicht eine Länge von über 40 Zentimetern. Die Augen und die Ohren sind sehr groß.
| 1 | · | 0 | · | 1 | · | 3 | = 20 |

Der Schädel ist kräftig und dorsal abgeflacht mit langen Nasenbeinen. Beide Arten der Gattung besitzen im Oberkiefer pro Hälfte einen zu einem Nagezahn ausgebildeten Schneidezahn (Incisivus), dem eine Zahnlücke (Diastema) folgt. Hierauf folgen ein Prämolar und drei Molare. Die Zähne im Unterkiefer entsprechen denen im Oberkiefer. Insgesamt verfügen die Tiere damit über ein Gebiss aus 20 Zähnen.

## Verbreitung
Die beiden Arten der Springhasen sind im Süden und Osten Afrikas verbreitet, wobei sich die Verbreitungsgebiete nicht überlappen. Während der Südafrikanische Springhase in den Trockengebieten des südlichen Afrika vom südlichen Kongo über Angola, Sambia, Namibia, Botswana, Mosambik und Simbabwe bis in den Süden von Südafrika vorkommt, ist der Ostafrikanische Springhase in seinem Verbreitungsgebiet auf den Süden Kenias und Tansania beschränkt.

## Lebensweise
Die Springhasen leben als schnelle Läufer und Springer ähnlich den Springmäusen (Dipodidae) in trockenen und offenen Steppen- und Halbwüstengebieten ohne oder mit nur geringem Baumbestand. Sie sind nachtaktiv und halten sich ausschließlich am Boden auf und ernähren sich herbivor vor allem von Gräsern und Gräsersamen. Tagsüber halten sie sich in selbst gegrabenen Bauen auf.

## Systematik
Die Springhasen sind eine Gattung der Nagetiere (Rodentia) und zugleich die einzigen rezenten Vertreter der Familie Pedetidae. Die wissenschaftliche Erstbeschreibung der Gattung stammt von Johann Karl Wilhelm Illiger aus dem Jahr 1811, die Zuordnung zu der eigenen Familie und deren Erstbeschreibung erfolgte durch John Edward Gray 1825. Gemeinsam mit den morphologisch deutlich verschiedenen Dornschwanzhörnchen werden sie den Dornschwanzhörnchenverwandten zugeordnet, obwohl die taxonomische Zuordnung aufgrund der Merkmale strittig ist. Die Springhasen weisen sowohl Merkmale der Stachelschweinverwandten (hystricognath) wie auch der Hörnchenverwandten (sciurognath) auf und es gab Überlegungen, die Springhasen als frühe eigene Überfamilie Pedetoidea zu betrachten. Molekulare Daten und Merkmale der Embryonalentwicklung legen allerdings eine Zuordnung innerhalb der Hörnchenverwandten nahe, die hystricognathen Merkmale werden dabei als konvergente Entwicklungen betrachtet.
Der Gattung werden zwei heute lebende Arten zugeordnet:
- Südafrikanischer Springhase (Pedetes capensis)
- Ostafrikanischer Springhase (Pedetes surdaster)

Lange Zeit wurden alle Tiere aufgrund der geringen morphologischen Variation nur einer Art, Pedetes capensis, zugeordnet. Auf der Basis molekularbiologischer Daten und einiger Schädelmerkmale sowie physiologischer Unterschiede wurden die ostafrikanischen Bestände dann jedoch einer eigenen Art Pedetes surdaster zugeordnet.

## Fossilgeschichte
Die ältesten Funde von Nagetieren, die den Springhasen zugeordnet werden, stammen aus dem frühen Miozän vor etwa 20 Millionen Jahren. Es handelt sich dabei um Megapedetes pentadactylus aus Kenia sowie Pedetes namaquensis aus Namibia. Die beiden Gattungen unterscheiden sich vor allem in der Größe, wobei Megapedetes größer aber in seinen Merkmalen Pedetes sehr ähnlich ist. Weitere nur fossil nachgewiesene Arten sind Pedetes gracilis und Pedetes hagenstadi, beide aus Südafrika. Die ältesten Fossilien des rezenten Südafrikanischen Springhasen stammen aus dem Pleistozän aus Simbabwe.
Die Herkunft und die Stammesgeschichte der Springhasen vor dem Miozän ist nicht bekannt, man geht jedoch von einem Ursprung der Pedetidae im frühen Tertiär in Asien oder in Afrika aus.

## Belege
1. 1 2 3 4 5 6 7  Thomas M. Butynski: Family Pedetidae, Springhares. In: Jonathan Kingdon, David Happold, Michael Hoffmann, Thomas Butynski, Meredith Happold, Jan Kalina (Hrsg.): Mammals of Africa. Band 3: Rodents, Hares and Rabbits. Bloomsbury, London 2013, ISBN 978-1-4081-2253-2, S. 618.
2. 1 2 3 4 5 6  Thomas M. Butynski: Genus Pedetes, Springhares. In: Jonathan Kingdon, David Happold, Michael Hoffmann, Thomas Butynski, Meredith Happold, Jan Kalina (Hrsg.): Mammals of Africa. Band 3: Rodents, Hares and Rabbits. Bloomsbury, London 2013, ISBN 978-1-4081-2253-2, S. 618–619.
3. 1 2 3  Pedetidae (Memento des Originals vom 17. Dezember 2015 im Internet Archive)  Info: Der Archivlink wurde automatisch eingesetzt und noch nicht geprüft. Bitte prüfe Original- und Archivlink gemäß Anleitung und entferne dann diesen Hinweis.. In: Don E. Wilson, DeeAnn M. Reeder (Hrsg.): Mammal Species of the World. A taxonomic and geographic Reference. 2 Bände. 3. Auflage. Johns Hopkins University Press, Baltimore MD 2005, ISBN 0-8018-8221-4.